# Yoshikazu Kotani
Yoshikazu Kotani (小谷 嘉一 Kotani Yoshikazu?,  Tokio, Japón, 25 de marzo de 1982) es un actor, cantante y modelo japonés. Es conocido por su papel de Takashi Kawamura en los musicales de The Prince of Tennis, así como también en su respectiva adaptación cinematográfica. Actualmente es miembro de +Plus, una banda de J-pop que interpreta canciones para series de anime. 

## Biografía

### Primeros años
Kotani nació el 25 de marzo de 1982 en la ciudad de Tokio, Japón. Cuando era estudiante de secundaria fue reclutado en Harajuku y comenzó a trabajar como modelo. En 1999, participó en el Junon Superboy Contest de la revista Junon y avanzó a la ronda final, calificando en quinto lugar. Poco después, comenzaría también a ejercer como actor y cantante. 

### Carrera
El primer paso importante en la carrera de Kotani se dio cuando fue seleccionado para interpretar el papel de Takashi Kawamura en los musicales de The Prince of Tennis. De 2005 a 2006, se convirtió en el cuarto actor en interpretar a Kawamura como miembro del elenco de la segunda generación. Hizo su debut como Kawamura el 8 de enero de 2005 en Osaka. Ese mismo año, repitió su papel en una adaptación en acción real. La película fue lanzada el 13 de mayo de 2006 y se posicionó en el décimo lugar en la taquilla japonesa. El 29 de marzo de 2006, Kotani, junto con la mayoría del elenco de aquel entonces, se graduó de su papel. Desde su graduación, el rol de Kawamura ha sido interpretado por Kouji Watanabe, Hiro Ogasawa, y actualmente por los actores Teyu Kon e Ikko Chou.
Kotani también protagonizó la película tokusatsu, ZanSaber, en la cual tuvo como coprotagonistas a Ryūnosuke Kawai y Ryou Washimi, sus compañeros de The Prince of Tennis. ZanSaber fue lanzada el 18 de noviembre de 2006. El próximo proyecto destacado de Kotani fue el fime LGBT, Boys Love, que también coprotagonizó con uno de sus antiguas coestrellas, Takumi Saitō. En la película, Kotani interpreta a Taishin Mamiya, una editor que conoce al modelo adolescente Noeru Kisaragi (Saitō), durante una entrevista para la revista en la que trabaja. Boys Love fue lanzada el 24 de noviembre de 2006.
En 2007, Kotani volvió a aparecer en una segunda película de Boys Love, con historia y elenco nuevo. En esta ocasión interpreta a Kairu Aoi, un joven maestro en un internado para chicos que descubre que su nuevo alumno, Sora Amakami (Kanno Atsumi) es el mismo joven con el que recientemente ha tenido un encuentro sexual. Ese mismo año también apareció en la película, Arakure KNIGHT, una adaptación de la serie de manga Aratanaru Shobaku de Satosi Yoshida. Kotani una vez más actuó junto a antiguos compañeros de The Prince of Tennis; Yū Shirota, Masaki Kaji, Kousuke Kujirai y Kenta Kamakari.

## Vida personal
En 2013, Kotani comenzó una relación con la exmiembro del grupo idol Morning Musume, Risa Niigaki, después de protagonizar una obra teatral de Zettai Kareshi. La pareja contrajo matrimonio el 11 de julio de 2016. El 6 de enero de 2018, ambos anunciaron en sus respectivos blogs que habían solicitado el divorcio, citando que habían "comenzado a distanciarse".

## Filmografía
| Año  | Título                        | Papel                             | Notas                               |
| ---- | ----------------------------- | --------------------------------- | ----------------------------------- |
| 2001 | As for Looking at Love Lastly | Kunihiko                          | TV drama                            |
| 2001 | Kamen Rider Agito             | Kouji Majima                      | Serie tokusatsu                     |
| 2004 | Waltz of the Puppy            | Wada Takashi                      | TV drama                            |
| 2004 | Take Off!                     | N/A                               | TV drama                            |
| 2004 | Division 1                    | Mizutani                          | TV drama                            |
| 2004 | Genseishin Justirisers        | Takeda                            | Tokusatsu                           |
| 2005 | Mata no hi no chika           | Kondo Yukitugu                    |                                     |
| 2005 | Ruri no Shima                 | N/A                               |                                     |
| 2005 | Dangerous Related             | Sakura Yoshihiko TV drama special |                                     |
| 2005 | Justirisers                   | Takeda                            | TV drama special                    |
| 2005 | Anego                         | N/A                               | TV drama                            |
| 2005 | Kosume no Mahou 2             | Kobayashi                         | TV drama                            |
| 2005 | Gakkou no Kaidan              | N/A                               | Net Drama                           |
| 2005 | TKO Hip Hop                   | Cindy                             |                                     |
| 2005 | Chikan Otoko                  | N/A                               |                                     |
| 2006 | The Prince of Tennis          | Takashi Kawamura                  |                                     |
| 2006 | Shinrei Shashin Kitan         | Nishimura Hiroshi                 | Historia 1: Hishatai no Nai Shashin |
| 2006 | ZanSaber                      | N/A                               |                                     |
| 2006 | Yuuki                         | N/A                               |                                     |
| 2006 | Boys Love                     | Taishin Mamiya                    |                                     |
| 2007 | Arakure KNIGHT                | N/A                               | post-producción                     |
| 2007 | Beauty Boys Celebrity         | Go                                | TV drama                            |
| 2007 | Boys Love (theater edition)   | Aoi Kairu                         |                                     |
| 2008 | Biyou Shounen Sereburiti      |                                   |                                     |
| 2009 | Tokyo Ghost Trip              | Episodio 1 a 6                    |                                     |
| 2009 | Teioh                         |                                   |                                     |
| 2014 | Docchi mo Docchi              | Kazuomi Tsuburaya                 |                                     |
| 2015 | Messiah: Eisei no Fumi        |                                   | TV drama                            |
| 2015 | Flowers for Algernon          | Episodio 1                        | TV drama                            |
| 2015 | Messiah Project               |                                   |                                     |

### Teatro
- The Prince of Tennis Musical: Side Yamabuki feat. St. Rudolph (In Winter of 2004-2005)
- The Prince of Tennis Musical: Dream Live 2nd (2005)
- The Prince of Tennis Musical: The Imperial Match Hyotei Gakuen (2005)
- The Prince of Tennis Musical: The Imperial Match Hyotei Gakuen in Winter (In Winter of 2005-2006)
- The Prince of Tennis Musical: Dream Live 3rd (2006)
- Kyō Kara Maō!: Maō Sai Kōrin (2015) como Günter von Christ
- Kyō Kara Maō!: Maō bōsō-hen (2016) como Günter von Christ